# Рівнопіль (Хлібодарівська сільська громада)
Рівно́піль — село Хлібодарівської сільської громади Волноваського району Донецької області України. Відстань автошляхом до райцентру — 21 км, за 11 км — залізнична станція Зачатівська. 

## Історичні аспекти

### Від заснування
У 1858 р. заснували єврейську землеробську колонію № 16 Олександрівського повіту Катеринославської губернії Равнополь. Першими жителями стали переселенці з Ковенської, Могилевської і Віленської губерній: 45 родин, 124 ревізькі душі на 1083 дес. землі.
З 1874 р. колонія у Маріупольському повіті.
У 1877 р. відкрили синагогу. У 1903 р. відкрили однокласну школу.
Інспекція колонії міністром державного майна Російської імперії М. Н. Островським (у 1892 р.) мала на меті підтвердити реальність існування єврейських колоній.
За переписом 1897 р. 82 % євреїв. Були також господарства німців-колоністів.
Основні культури: 47,9 % — ячмінь, 32 % — яра пшениця.
|               | 1858 | 1877 | 1886-1894             | 1897-1890                                  | 1908-1911                       | 1918                   |
| ------------- | ---- | ---- | --------------------- | ------------------------------------------ | ------------------------------- | ---------------------- |
| Мешканців     | 124  | 457  | 417                   | 544 (з них 447 євреїв)                     | 786                             | 750 (з них 690 євреїв) |
| Подвірїв      | 45   | 61   | 46                    |                                            | 85                              |                        |
| Землі (дес.)  | 1083 |      | 2057 (1083 надільної) | 1200 надільної 140 орендованої             | 1504 надільної                  |                        |
| Інші надбання |      |      | 2 млини               | >3400 дерев у садибах 123 коні і 125 корів | кооператив, 2 кузні, бібліотека |                        |

### Період радянської окупації
Владу Совєтів встановили в грудні 1917 р. Тим не менше грабунки з боку махновців, денікінців і червоних банд тривали ще кілька років. Із встановленням миру в колонії залишилося 340 жителів, з них 300 євреїв, усі хлібороби.
Рівнопіль входив до складу Богословської, а з 1923 р. — Зачатівської сільради Люксембурзького району, пізніше Жовтневого району.
У єврейській трирічній трудовій школі в 1924/1925 навчальному році навчалося 59 учнів.
У 1929 р. організували колгосп.
Влітку 1941 р. більшість єврейського населення евакуювалися в східні райони СРСР або були мобілізовані в армію (30 мешканців загинули в її лавах).

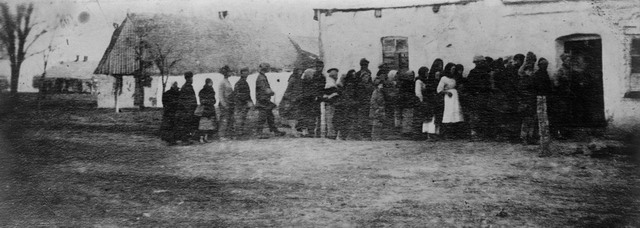
Колоністи в черзі за пайком. Сільськогосподарська колонія Рівнопіль, УРСР. 1922 р.

У час радянської і німецької окупації зазнавало перейменувань, зокрема Равнополье, Латен-Хутор, Латышная.
У 1964 р. — в структурі Донецької птахофабрики. Розорювалося 4746 га.

### Повномасштабне вторгнення
У березні 2022 році російські війська захопили населений пункт Рівнопіль.

## Населення

### Мова
Розподіл населення за рідною мовою за даними перепису 2001 року:
| Мова       | Кількість | Відсоток |
| ---------- | --------- | -------- |
| українська | 1182      | 82.83%   |
| російська  | 235       | 16.47%   |
| білоруська | 5         | 0.35%    |
| грецька    | 3         | 0.21%    |
| гагаузька  | 1         | 0.07%    |
| вірменська | 1         | 0.07%    |
| Усього     | 1427      | 100%     |

За даними перепису 2001 року населення села становило 1427 осіб, із них 82,83 % зазначили рідною мову українську, 16,47 % — російську, 0,35 % — білоруську, 0,21 % — грецьку, 0,07 % — вірменську та гагаузьку мови.